# Jason Rullo
Jason Rullo  (USA, New Jersey, Hackensack, 1972. július 17.) amerikai dobos, a Symphony X progresszív metal együttes tagja. A Modern Drummer olvasói több alkalommal is beszavazták már a legjobb dobosok közé. Rullo a kezdetektől fogva tagja a Symphony X-nek és egyetlen lemez kivételével (Twilight in Olympus) amelyen Thomas Walling dobolt, minden kiadványon az ő játéka hallható. Ezenkívül a Redemption első Redemption című albumán is dobolt, mely együttest Prymary és Fates Warning tagok hozták létre. A New Jersey-ben lévő Big Beat Studios-ban doboktatással is foglalkozik.

## Életrajz
Jason Rullo szüleit 11 éves korában elveszítette. Kis srácként kamionos akart lenni, mivel szerette a hatalmas teherautókat. Utána baseball-játékos szeretett volna lenni, majd megismerkedett a zenével. Nyolc-kilencéves korában vett néhány zongora és gitár leckét, majd 11 éves korában áttért a dobokra. A középiskola befejezése után a New Yorkban található "Musicians Collective" zenei szakiskolába iratkozott be. Ezelőtt azonban még egy évet járt főiskolára. A dobosok közül elsőként Alex Van Halen hatott rá. Elkezdett dobtanárhoz járni, és elsőként az Unchained című Van Halen dalt tanulta meg 11 évesen. Ezt követően a Led Zeppelin, a King Diamond, a Rush, a Black Sabbath, az Iron Maiden és főleg a lábdobok miatt a Slayer inspirálta arra, hogy zenész legyen. A középiskola vége felé fedezte fel az olyan fúziós zenéket és zenészeket mint a Mahavishnu Orchestra, Dennis Chambers, Vinnie Colaiuta, Simon Phillips, Billy Cobham, Chick Corea, Tony Williams, Frank Zappa, Miles Davis, Dave Weckl, Terry Bozzio, Steve Gadd, Manu Katche, Steve Smith, Jeff Porcaro, Buddy Rich. Az első koncertélményét 16 éves korában élte át, amikor látta a Sypro Gyra jazz együttest játszani. Az együttes dobosa Ritchie Morales játéktechnikája nagy hatást gyakorolt rá.
1994-ben lett a Symphony X tagja, mely azóta is sikeresen turnézik és készíti a lemezeket.
Van egy 2 éves fia, és elmondása szerint szeret főzni és enni. Ezenkívül kedvenc időtöltései közé tartozik a biciklizés, a túrázás, csónakázás, kempingezés.

### Diszkográfia
Symphony X:
- Symphony X (1994)
- The Damnation Game (1995)
- The Divine Wings of Tragedy (1997)
- Twilight in Olympus (1998)
- Prelude to the Millennium (1999)
- V: The New Mythology Suite (2000)
- Live on the Edge of Forever (2001)
- The Odyssey (2002)
- Paradise Lost (2007)

Redemption:
- Redemption (2003)

### Cintányérok
- Sabian cinek:
  - 14" HHX Stage Hats
  - 20" HHX Power Ride
  - 16" AA Medium Thin Crash
  - 16" Paragon Crash
  - 18" Paragon Crash
  - 20" Paragon Crash
  - 17" AAXTREME Chinese
  - 19" AAXTREME Chinese
  - 8"  AA Splash
  - 10" AA Splash
  - 20" AA Medium Thin Crash
  - 10" Chopper
  - 12" AA Mini Chinese

### Dobok
- Tama Dobok:
  - 5.5"x14" Snare Drum
  - 8"x8" Tom Tom
  - 8"x10" Tom Tom
  - 8"x12" Tom Tom
  - 12"x14" Floor Tom
  - 14"x16" Floor Tom
  - 14"x20" Gong Bass Drum
  - 18"x22" Bass Drum
  - Octobans (7850N4L)

### Hardver
- Tama Dob Hardverek:
  - Iron Cobra Rolling Glide Twin Pedal (HP900RSW)
  - Iron Cobra Lever Glide Hi-Hat Stand